# サガス
サガス（Sagace、1980年 - 1989年）はフランスの競走馬、種牡馬である。1984年凱旋門賞優勝馬。翌年も凱旋門賞で1位入線したが、2着に降着となった。

## 戦歴
1983年にデビューし、3戦目で初勝利。続くニエル賞に勝ち、凱旋門賞へと出走するが11着に敗れた。生涯で2着以内に入れなかったのはこの1度のみである。1984年はガネー賞で2着、前哨戦のフォワ賞に勝ち凱旋門賞へ出走、ノーザントリックを2馬身抑え優勝した。翌1985年はガネー賞、イスパーン賞とG1を連勝。フォワ賞にも勝ち3年連続で凱旋門賞へと出走、レインボウクエストを抑えて1位で入線した。連覇かと思われたが、レース中にサガスがレインボウクエストの進路を妨害したとして2着に降着となった。このレースを最後に引退、種牡馬となった。

## 引退後
アメリカで種牡馬入りしたが、1989年に9歳の若さで夭逝、わずか3世代しか産駒を残すことは出来なかった。その少ない産駒の中からブリーダーズカップ・クラシック優勝馬アルカングや、凱旋門賞馬サガミックスの母サガネカを輩出している。

## 血統表
| サガスの血統（リュティエ系（トウルビヨン系） / Coronach 4×5=9.38%、Brantome 4×5=9.38%、Blandford 5×5=6.25%） | サガスの血統（リュティエ系（トウルビヨン系） / Coronach 4×5=9.38%、Brantome 4×5=9.38%、Blandford 5×5=6.25%） | サガスの血統（リュティエ系（トウルビヨン系） / Coronach 4×5=9.38%、Brantome 4×5=9.38%、Blandford 5×5=6.25%） | （血統表の出典）         | （血統表の出典）  |
| 父 Luthier 1965 黒鹿毛                                                                                       | 父の父Klairon 1952 栗毛                                                                                      | Clarion | Djebel                   | Djebel            |
| 父 Luthier 1965 黒鹿毛                                                                                       | 父の父Klairon 1952 栗毛                                                                                      | Clarion | Columba                  |                   |
| 父 Luthier 1965 黒鹿毛                                                                                       | 父の父Klairon 1952 栗毛                                                                                      | Kalmia | Kantar                   | Kantar            |
| 父 Luthier 1965 黒鹿毛                                                                                       | 父の父Klairon 1952 栗毛                                                                                      | Kalmia | Sweet Lavender           |                   |
| 父 Luthier 1965 黒鹿毛                                                                                       | 父の母Flute Enchantee 1950 鹿毛                                                                              | Cranach | Coronach                 | Coronach          |
| 父 Luthier 1965 黒鹿毛                                                                                       | 父の母Flute Enchantee 1950 鹿毛                                                                              | Cranach | Reine Isaure             |                   |
| 父 Luthier 1965 黒鹿毛                                                                                       | 父の母Flute Enchantee 1950 鹿毛                                                                              | Montagnana                                                                                                   | Brantome                 | Brantome          |
| 父 Luthier 1965 黒鹿毛                                                                                       | 父の母Flute Enchantee 1950 鹿毛                                                                              | Montagnana                                                                                                   | Mauretania               |                   |
| 母 Seneca 1973 鹿毛                                                                                          | 母の父Chaparral 1966 鹿毛                                                                                    | Val de Loir                                                                                                  | Vieux Manoir             | Vieux Manoir      |
| 母 Seneca 1973 鹿毛                                                                                          | 母の父Chaparral 1966 鹿毛                                                                                    | Val de Loir                                                                                                  | Vali                     |                   |
| 母 Seneca 1973 鹿毛                                                                                          | 母の父Chaparral 1966 鹿毛                                                                                    | Niccolina | Niccolo Dell'Arca        | Niccolo Dell'Arca |
| 母 Seneca 1973 鹿毛                                                                                          | 母の父Chaparral 1966 鹿毛                                                                                    | Niccolina | Light Sentence           |                   |
| 母 Seneca 1973 鹿毛                                                                                          | 母の母Schonbrun 1966 鹿毛                                                                                    | Pantheon | Borealis                 | Borealis          |
| 母 Seneca 1973 鹿毛                                                                                          | 母の母Schonbrun 1966 鹿毛                                                                                    | Pantheon | Palazzo                  |                   |
| 母 Seneca 1973 鹿毛                                                                                          | 母の母Schonbrun 1966 鹿毛                                                                                    | Scheherezade                                                                                                 | Ticino                   | Ticino            |
| 母 Seneca 1973 鹿毛                                                                                          | 母の母Schonbrun 1966 鹿毛                                                                                    | Scheherezade                                                                                                 | Schwarzblaurot F-No.16-c |                   |

父リュティエはフランス産の競走馬で、ジャック・ル・マロワ賞などに勝利、種牡馬としても成功を収めた名馬。牝系はSラインと言われるドイツの名門牝系であり、スリップアンカー（エプソムダービー）、ザグレブ（アイリッシュダービー）、スタイヴァザント（ドイチェスダービー）、スタセリタ（G1競走6勝）、日本ではビワハイジやマンハッタンカフェがこの牝系に属している。